# Kadans
La kadans (« cadence » en français), aussi appelée cadence rampa, est une méringue moderne haïtienne popularisée par le saxophoniste Webert Sicot au début des années 1960.

## Histoire
Webert Sicot quitte le groupe de compas de Nemours Jean-Baptiste et appelle sa musique cadence pour la différencier du compas surtout lorsqu'il l'emmenait à l'étranger, et c'est ainsi que la rivalité entre Sicot et Nemours a donné naissance à ces noms. Sicot crée un nouveau rythme, la cadence rampa, pour contrer le compas, mais ce n'est que dans un esprit de compétition. Le rythme de la cadence rampa était identique à celui du compas, à l'exception de l'ajout d'un deuxième tambour qui sonnait tous les quatre temps.
Dans les années 1930, plusieurs artistes biguines de Martinique et de Guadeloupe s'installent en France, où ils acquièrent une grande popularité à Paris, notamment à la suite de l'exposition coloniale de 1931. Les premières vedettes comme Alexandre Stellio et Sam Castandet deviennent populaires à Paris. Entre les années 1930 et 1950, la biguine devient populaire parmi les orchestres de danse des îles. Sa popularité à l'étranger s'éteint relativement rapidement, mais elle reste une force majeure de la musique populaire en Martinique et en Guadeloupe jusqu'à ce que la cadence haïtienne et le compas prennent le relais dans les années 1950. À la fin du XXe siècle, des musiciens de biguine comme Michel Godzom, virtuose de la clarinette, ont contribué à révolutionner le genre. La signature sonore de la biguine est le jeu entre la clarinette et le trombone, en solo ou en duo, que l'on peut encore entendre dans toute la musique antillaise, des formes les plus traditionnelles comme la cadence aux sonorités pop du zouk contemporain,.
Les frères Sicot, le maestro Webert Sicot et le compositeur Raymond Sicot, sont bien connus dans les Caraïbes pour leurs compétences harmoniques rigoureuses. Ils ont introduit le méringue-cadence dans les Caraïbes, en particulier dans les Antilles françaises (Martinique et Guadeloupe) vers 1962, d'où il s'est répandu à la Dominique. Des années 1960 aux années 1970, la Dominique, la Guadeloupe et la Martinique étaient remplies de groupes de cadence comme Selecta, La Perfecta, Les Aiglons, Gramacks, Exile One, Les Vikings de Guadeloupe et Abel Zenon et son combo,.